# مرز هسته–گوشته

برش شماتیک درون زمین: ۱. پوسته قاره‌ای ۲. پوسته اقیانوسی ۳. گوشته بالایی ۴. گوشته زیرین ۵. هسته بیرونی ۶. هسته درونی A. ناپیوستگی موهو B. ناپیوستگی گوتنبرگ C. مرز هسته بیرونی و هسته درونی

مرز هسته–گوشته (به انگلیسی: Core–mantle boundary) به اختصار سی‌ام‌بی (به انگلیسی: CMB) در ژئوفیزیک یا ناپیوستگی گوتنبرگ (به انگلیسی: Gutenberg discontinuty) مرز میان سیلیکات گوشته زمین و آهن و نیکل هسته بیرونی زمین است. این مرز در حدود ۲۹۰۰ کیلومتر (۱۷۹۸ مایل) زیر سطح زمین واقع شده‌است.